# إليشا فيلبس
إليشا فيلبس (بالإنجليزية: Elisha Phelps)‏ هو محامي وسياسي أمريكي، ولد في 16 نوفمبر 1779 في الولايات المتحدة، وتوفي في 6 أبريل 1847. حزبياً، نشط في الحزب الديمقراطي. وقد انتخب عضو مجلس النواب الأمريكي.